# Rhyacophila colonus
Rhyacophila colonus är en nattsländeart som beskrevs av Schmid 1970. Rhyacophila colonus ingår i släktet Rhyacophila och familjen rovnattsländor. Inga underarter finns listade i Catalogue of Life.